# 立陶宛赫爾辛基小組
立陶宛赫爾辛基小組是蘇聯立陶宛蘇維埃社會主義共和國的一個異議組織，於1976年11月由維克托拉斯·佩特庫斯、托馬斯·文克洛瓦、卡罗里斯·加鲁卡斯、埃塔納斯·芬克爾什特伊納斯和歐娜·盧考斯凱特-波什基埃內等五名異議分子受莫斯科赫爾辛基小組啟發成立，參加者包括宗教界、民族主義者等不同背景的人士，宗旨為監督政府執行保障人權的赫爾辛基協議，發表了許多關於宗教迫害、限制遷徙自由、濫用精神病學、歧視少數族裔、迫害人權活動者等蘇聯政府侵犯人權行為的文件。
立陶宛赫爾辛基小組遭到蘇聯政府鎮壓，其成員被逮捕、拘禁、殺害或驅逐出境。佩特庫斯曾計劃建立橫跨波羅的海地區的反抗組織，但於1977年8月被捕而未果，1979年出組織再次活躍，但又因成員被捕而中斷活動；同年蘇聯境內的赫爾辛基小組（包括立陶宛赫爾辛基小組）獲歐洲安全與合作委員會提名諾貝爾和平獎。1988年組織重啟活動，參與立陶宛獨立運動。1989年立陶宛人權協會成立，赫爾辛基小組的許多成員（包括佩特庫斯）均加入，但赫爾辛基小組仍持續存在。2014年立陶宛赫爾辛基小組與數個人權組織合併為立陶宛人權協調中心（Lietuvos žmogaus teisių koordinavimo centras）。